# Dionísio de Halicarnasso
Dionísio ou Dioniso de Halicarnasso foi um historiador e crítico literário grego da Ásia Menor, nascido por volta da metade do século I a.C. e falecido em data desconhecida (possivelmente fim do século I a.C. ou início do século I).
Ainda jovem, por volta de 29 a.C., partiu para Roma (que então atraía a maioria dos grandes escritores gregos) onde provavelmente ensinou gramática. Recebido por um círculo de escritores gregos e latinos que se reuniam ao redor de seus protetores, Rufo Melito e Quinto Élio Tuberão, Dionísio teve ocasião de exercer seu talento de crítico literário, atividade pela qual tinha verdadeira paixão. Seus trabalhos de crítica, que constituem a parte mais original de sua obra, procuram isolar os traços que sobressaem nas obras e nos homens e aproximam-no dos eruditos de Alexandria e Pérgamo.
Erudito consciencioso, há nele uma preocupação constante de propor modelos dignos e passíveis de imitação. Sua importância como crítico e esteta é grande, tendo renovado o gosto pelos clássicos gregos e latinos através de um exame severo e sereno das qualidade artísticas dos bons escritores.
A obra que tornou Dionísio conhecido foi Estudo sobre os antigos oradores, da qual só chegou até a época moderna a primeira parte, que compreende Exames de Lísias, Isócrates, Iseu, Dinarco. A seguir escreveu Primeira carta a Amaeos, que trata de retórica, gramática e estilística. O tratado Da ordenação das palavras é uma das obras mais notáveis do autor; contém numerosos e preciosos extratos de poetas e prosadores gregos de todas as épocas, alguns dos quais não se encontram em nenhuma outra fonte. Em Sobre a força do estilo de Demóstenes, Dionísio aponta Demóstenes como o maior orador que a Grécia conhecera.
Dionísio sempre defendeu a tradição clássica e combateu o "mau gosto asiático", que já havia causado grave prejuízo às letras gregas de sua época.
Grande admirador de Roma e consciente da falta de uma obra séria sobre suas origens para os gregos, Dionísio escreveu Das antiguidades romanas, que percorre a história de Roma desde seu início até cerca de 264 a.C., data em que começa a História de Políbio. Trabalhou nesta obra de 30 a 8 a.C.. Depois de Tito Lívio, Dionísio de Halicarnasso é a melhor fonte para a compreensão da história antiga de Roma.